# Augur

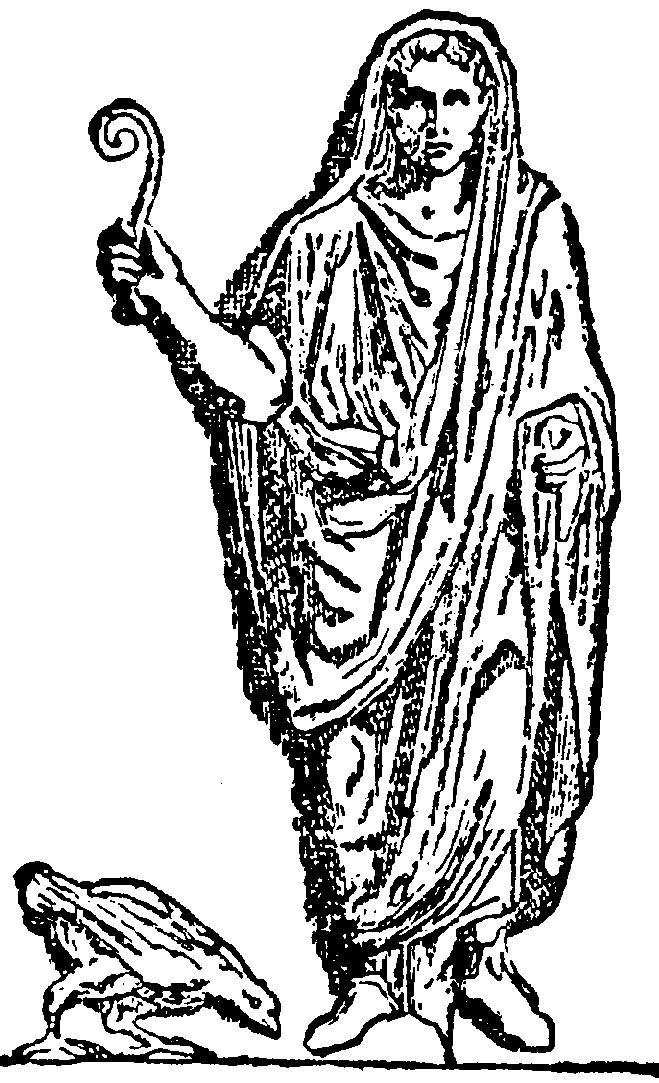
Augur med lituus.

Augurer kallades under antiken medlemmarna av ett prästerligt kollegium i Rom. Deras ämbetsinsignium var en böjd stav som kallades lituus. (På latin heter de också augur, och i plural augures.)

## Verksamhet
I augurernas arbetsuppgifter ingick att berätta om gudarna var för eller emot en militär eller politisk handling genom att till exempel studera djurs beteende och deras inälvor, och de var sålunda en sorts statliga siare. Bland de omen en augur använde sig av fanns blixtar, åska, fåglars flykt och sång, hur heliga kycklingar pickade, om någon av misstag spillt salt, nyst eller snubblat eller om möbler knarrade. Om man sett djur kopplade till gudarna användes dessa som tecken; några av dessa var björnar (Diana), vargar (Apollo), örnar (Jupiter), ormar (Aesculapius) och ugglor (Minerva).
Den hydda varifrån augurerna företog sina teckenskådningar (auspicia) kallades tabernakel (latin tabernaculum, skjul, hydda, tält).